# Kulturkreis
Als Kulturkreis wurde früher in den Kulturwissenschaften ein großflächiges Siedlungsgebiet bezeichnet, dessen Einwohnern eine gleiche oder zumindest ähnliche Kultur zugeschrieben wurde. Der Begriff wurde 1898 vom deutschen Ethnologen Leo Frobenius als Teil seiner als überholt geltenden Kulturkreislehre geprägt. Die Kulturkreislehre fasste Kulturen über ihre Gemeinsamkeiten und Ähnlichkeiten (Kulturverwandtschaften) in Kulturkreisen zusammen.
Heute wird diese Bezeichnung in der deutschsprachigen Ethnologie abgelehnt. Stattdessen wird manchmal die ideologisch auch vorbelastete Bezeichnung „Kulturareal“ verwendet, der eine geographische Geschlossenheit einer Kultur postuliert, und eng mit der Völkerlehre zusammenhängt (geographische Provinzen nach Adolf Bastian).
Außerhalb der ethnologischen und historischen Wissenschaften bilden die Bezeichnungen „Kulturraum“ oder „Kulturerdteil“ im jeweiligen fachlichen Zusammenhang die gegenwärtige Situation ab. Auch diese Begriffe vertreten primär ethnographische Konzepte räumlicher Begrenztheit von Kultur, die durchaus kritisch gesehen werden.

## Überblick
Ein Kulturkreis ist ein „räumlich-zeitliches Konstrukt, das charakteristische Übereinstimmungen in verschiedenen Kulturelementen zu erkennen meint, die angeblich auf einen gemeinsamen Ursprung schließen lassen.“ Diese verschiedenen Kulturelemente können materieller Besitz, soziale Gruppen, religiöse Praktiken uvm. sein. Die dabei entstehenden Kulturkreise waren nicht ausschließlich räumlich begrenzt, sondern konnten sich über Kontinente hinweg erstrecken, wenn in weit entfernten Kulturen dieselben Kulturelemente auftauchten. So können nach der Kulturkreislehre viele Kulturen z. B. zu einem exogamen Kulturkreis gehören, der lediglich beschreibt, dass allen darunter zusammengefassten Kulturen gemein ist, dass ihre Individuen außerhalb der eigenen Gruppen heiraten. Das Konzept des Kulturkreises übersteigt in seiner Reichweite meist andere Einteilungen sozialer Einheiten wie soziale Gruppen, Stämme, Gesellschaften, Nationen oder Völker. Die Definition eines Kulturkreises in der Größe wird unterschiedlich vorgenommen und richtet sich nach der Auswahl Bestimmungen, die zur Unterscheidung typisch sein sollen. So wird einerseits von einem skandinavischen Kulturkreis gesprochen, der andererseits auch Teil des europäischen Kulturkreises sein kann. Eine beliebte Einteilung ist die in Westlicher Kulturkreis, Fernöstlicher Kulturkreis oder Arabischer Kulturkreis.
Die Typisierung von Kulturen spielt in den auf der Zyklentheorie basierenden idealtypischen Geschichtsbildern, wie sie bereits von Giambattista Vico formuliert wurden, eine zentrale Rolle. Die Typisierung von Kulturen ist noch im 20. Jahrhundert charakteristisch für Historiker und Kulturwissenschaftler wie Othmar Anderle, Rushton Coulborn, Christopher Dawson, Nikolai Danilewski, Reinhold Niebuhr, Henri Pirenne, Pitirim Sorokin und Karl August Wittfogel sowie gegenwärtig Jos de Beus, Samuel P. Huntington oder Bassam Tibi. Bei Oswald Spengler und Arnold J. Toynbee wurden diese Konzepte in ihrem Rigorismus am konsequentesten konstruiert.
Insbesondere die deutsche Geisteswissenschaft hat sich vor allem im Nationalsozialismus sowie in der Volks- und Kulturbodenforschung bei der Typisierung von Kulturen hervorgetan. Tragende Konzepte waren dabei vor allem die Konzepte der Volksgruppe und Volksgemeinschaft, des Lebensraumes und Kulturraumes, des Brauchtums, der Gesittung und der Überfremdung. Die Kontinuitäten in der Methodik, den Biographien der Wissenschaftler und dem Vokabular der Wissenschaft, lassen sich von der Völkischen Bewegung der Zwischenkriegszeit über den Nationalsozialismus bis heute nachweisen.

## Kulturkreislehre
Die Kulturkreislehre wurde 1898 von Leo Frobenius als Theorie der Völkerkunde eingeführt (siehe auch seine Theorie der Kulturmorphologie). Behauptet wird eine fortschreitende chronologische Weiterentwicklung der menschlichen Kultur. Frobenius selbst gab diese Theorie als nicht überzeugend wieder auf und entwickelte stattdessen den Ansatz der Kulturmorphologie. Aufgegriffen und weiterentwickelt wurde sie von dem deutschen Historiker Fritz Graebner als Gegentheorie zum Evolutionismus, der von einem gemeinsamen Ursprung aller Ethnien ausgeht. „Seine meist zitierte Quelle ist ein gewisser Christoph Meiners, deutscher Philosophieprofessor, einer der Urheber der kulturellen Bewertung von Rassen, welche eine Wiege der Auffassung vom Herrenmenschen eines Adolf Hitlers darstellt.“
Die Kulturkreislehre wurde vor allem von der Wiener Schule der Völkerkunde Anfang des 20. Jahrhunderts aufgegriffen, von Pater Wilhelm Schmidt und Pater Wilhelm Koppers. Sie erfanden den Begriff Urkulturkreis, der von Anfang an monotheistisch, monogam und patriarchalisch gelebt habe und daher völkerkundlich der wertvollste sei. Die Lehre wurde so zu einer Rassentheorie. Schmidt war auch Anhänger des Sozialdarwinismus. Ein weiterer Wiener Vertreter war Paul Schebesta, der als Missionar in Mosambik tätig war.
Die Wiener Schule verwendete die Begriffe „Urkultur“, „Primärkultur“ und „Sekundärkultur“, wobei die Urkultur die wertvollste sei; die „Kulturvölker“ wurden im Vergleich dazu als degeneriert angesehen (siehe auch Klassischer Diffusionismus).

„Die Wiener Schule der Kulturkreislehre dominierte die deutschsprachige Ethnologie bis in die 1930er, vielleicht 1940er Jahre hinein, obwohl sie in den späteren Jahren zunehmend massiver Kritik ausgesetzt war, die sich […] vor allem gegen die schematische Vorgehensweise und die zunehmend als unzeitgemäß empfundene Fixierung auf pseudohistorische Rekonstruktionen wandte.“

Der Geschichtsphilosoph Oswald Spengler griff 1918 den Begriff Kulturkreis in seinem populären Werk Der Untergang des Abendlandes auf und postulierte auf dieser Grundlage eine pessimistische Kulturzyklentheorie als allgemeine Geschichtstheorie.

## Begriffskritik
Heutzutage erfährt die Bezeichnung Kulturkreis eine gegensätzliche Wiederverwendung. Obwohl der Kulturkreis in seiner historischen fachlichen Bedeutung Gemeinsamkeiten zwischen Kulturen beschrieb, die auf einen Ursprung schließen lassen, wird heutzutage verallgemeinernd von Kulturkreisen gesprochen, um Unterschiede zwischen Kulturen deutlich zu machen (vergleichbar dem Kulturraum). Die Rede vom Kulturkreis als Differenzformel erlebte eine erste Konjunktur im Ersten Weltkrieg und verbreitete sich während der Weimarer Republik und in der Zeit des Nationalsozialismus kontinuierlich. Am häufigsten verwendet wurde die Bezeichnung jedoch im Kontext des Kalten Krieges ab 1947 (Truman-Doktrin zur ideologischen Abgrenzung gegenüber dem sogenannten „Ostblock“). Weiterhin wird beispielsweise vom christlichen Abendland oder dem islamischen Orient als zwei großen Kulturkreisen gesprochen, die sich durch jeweils bestimmte Wertvorstellungen, soziale Normen, Sitten und Gebräuche auszeichnen und vor allem unterscheiden.
Anfang der 1990er Jahre entwickelte der deutsche Philosoph Wolfgang Welsch mit der Transkulturalität ein alternatives Kulturkonzept, das inzwischen an vielen Hochschulen gelehrt wird. Kulturelle Traditionen sind demnach nicht fest definiert, sondern inhomogen und wandlungsfähig, weshalb es unsinnig sei, Individuen auf eine bestimmte kulturelle Identität zu reduzieren.